# Rhynchozoon detectum
Rhynchozoon detectum är en mossdjursart som beskrevs av Harmer 1957. Rhynchozoon detectum ingår i släktet Rhynchozoon och familjen Phidoloporidae. Inga underarter finns listade i Catalogue of Life.